# Marcel Rochas
Marcel Louis Jules Rochas (24. února 1902 v Paříži – 14. března 1955 tamtéž) byl francouzský módní návrhář a výrobce parfémů.

## Životopis
V roce 1925 založil v Paříži vlastní módní dům a v roce 1944 začal ve spolupráci s Albertem Gossetem vyrábět parfémy. Svou mezinárodní reputaci získal tím, že oblékal ženské hvězdy z Hollywoodu z meziválečného období. V roce 1931 přestěhoval svůj módní dům na Avenue Matignon, který byl uzavřen v roce 1953. Marcel Rochas zemřel o dva roky později v roce 1955. Prodej parfémů Rochas se přesunul do ulice Rue Francois-Ier, kde pokračoval pod vedením Hélène Rochas, módní návrhářky, se kterou se oženil v roce 1944.
Marcel Rochas vytvořil řadu parfémů, z nichž nejznámější jsou Femme a Eau de Rochas. Značka Rochas dnes patří společnosti Procter & Gamble.